# Preesterholt
Das Preesterholt (niederdeutsch für Priesterwald, vgl. ndt. preester, dän. præst, auch Presterholt, Preesterholz, Priesterholz, Kirchenwald oder Gintofter Wäldchen, dänisch  Gingtoftskov) war eine historische Waldinsel beim Dorf Gintoft in der Gemeinde Steinbergkirche im Kreis Schleswig-Flensburg, die 2017 gegen breiten Protest aus der Bevölkerung gerodet wurde. Das Beispiel wurde auch bundesweit bekannt, da die Beseitigung des Waldes offenbar mit einer geplanten Errichtung von Windkraftanlagen in Verbindung gestanden haben soll.

## Geographie
Das Preesterholz war eine zuletzt noch knapp 2 ha großes Privatwaldstück, dass sich inmitten eines Ackers befand. Es bestand zum großen Teil aus alten Buchen, die jedoch im Jahr vor der Rodung durch den Eigentümer entfernt wurden, und z. T. jüngerem Baumbestand, u. a. Erlen, die den Wert des Standortes als Feuchtbiotop unterstreichen.  Der vernässte Bereich verfügte über weitere Bestandteile typischer Feuchtbodenvegetation. Aufgrund von Form und Lage handelte es sich um einen Gunstfaktor im Landschaftsbild nach § 8 BNatSchG. Im Wald selbst befanden sich zudem Findlinge und vermoorte Archivböden, die darauf hindeuten, dass der Standort einer von wenigen in Schleswig-Holstein war, der nach Ende der Kaltzeiten noch nie zuvor beackert worden war.

## Geschichte und Abholzung
Das Preesterholz wurde 1538 zum ersten Mal urkundlich belegt und befand sich bis zum Jahr 1982 im Besitz der Evangelischen Kirche. Durch Tausch gelangte es an einen Steinberger Unternehmer, der den Wald im November 2017 roden ließ. Zuvor hatte eine Prüfung ergeben, dass aufgrund des Waldes die Errichtung eines Windparks in der Umgebung nicht möglich ist. Vorangegangen war eine behördliche Genehmigung zur Abholzung, die die zuständige Forstbehörde unter Beteiligung des Umweltministeriums in Kiel nach Protesten aus der Bevölkerung und von Umweltverbänden wieder zurückzunehmen versuchte. Dies misslang jedoch. In der Zwischenzeit ließ der Eigentümer den Wald durchforsten und soll sämtliche historische Habitatbäume daraus entnommen haben. Bei einer weiteren Prüfung konnten dementsprechend kaum noch schutzwürdige Elemente aufgefunden werden. Auf behördliche Anordnung mussten am Rande des Waldes in einem nassen Bereich wenige Bäume stehen gelassen werden. Der Wald soll durch eine dreifach so große Neuaufforstung an anderer Stelle ausgeglichen werden. Kritiker verweisen jedoch auf die lange Wiederherstellungsdauer gewachsener Waldstandorte von mehreren hundert Jahren und den nicht vergleichbaren ökologischen Wert.